# Obdélník

Obdélník s vyznačenými úhlopříčkami

Obdélník patří mezi čtyřúhelníky. Je to rovnoběžník, který má všechny vnitřní úhly pravé. Zvláštní případ obdélníku je čtverec, jehož všechny strany jsou stejně dlouhé.

## Vlastnosti
- Vzájemně protilehlé strany jsou rovnoběžné a mají shodnou délku.
- Úhlopříčky obdélníku se půlí a jsou stejně dlouhé.
- Obdélníku lze opsat kružnici se středem v průsečíku úhlopříček a poloměrem rovným polovině délky úhlopříčky.
- Obdélníku nelze vepsat kružnici – výjimkou je pouze speciální případ obdélníku – čtverec.
- Obdélník je středově souměrný podle průsečíku úhlopříček.
- Obdélník je v obecném případě osově souměrný podle dvou os. Osami souměrnosti jsou rovnoběžky se stranami procházející průsečíkem úhlopříček. Speciální případ obdélníku - čtverec - je osově souměrný podle čtyř os, dalšími dvěma osami jsou jeho úhlopříčky.

## Vzorce

Obdélník- vyznačeny vrcholy, strany, úhlopříčky a úhly

Pokud označíme {\displaystyle a,b\,\!} délky stran obdélníku ABCD, kde {\displaystyle a=c,b=d}, pro výpočet
obvodu {\displaystyle O} platí: {\displaystyle O=2a+2b=2(a+b)},
obsahu {\displaystyle S\,\!} platí: {\displaystyle S=ab}
délku úhlopříčky {\displaystyle u} platí: {\displaystyle u={\sqrt {a^{2}+b^{2}}}} (Pythagorova věta),
poloměr kružnice opsané: {\displaystyle r={\frac {u}{2}}}.
Ke konstrukci obdélníku jsou třeba dvě hodnoty. Je-li uvedena jedna ze dvou délek stran a délka úhlopříčky, nebo délky obou stran, lze obdélník narýsovat.

Zlatý obdélník

## Zlatý obdélník
Platí-li pro délky stran {\displaystyle a,b} obdélníku rovnost: {\displaystyle {\frac {a+b}{a}}={\frac {a}{b}}}, pak se nazývá zlatý obdélník. Poměr stran je 1:1,62 = 1,618033…, strany obdélníku odpovídají zlatým řezem rozdělené úsečce.